# Daniela Cardinale
Daniela Cardinale (Palermo, Italia, 4 de febrero de 1982) es una política italiana.

## Biografía
Hija del exministro y diputado Salvatore Cardinale, se graduó en Ciencias de la Comunicación en la Universidad de Palermo.
Fue dirigente de la organización juvenil de Democracia es Libertad-La Margarita; posteriormente se adhirió al Partido Democrático. Fue elegida diputada en las elecciones generales de 2008, 2013 y 2018. En 2018 se unió a Sicilia Futura, movimiento político fundado y presidido por su padre Salvatore.